# Africa Check
Africa Check est une association à but non lucratif, créé l'année 2012, à Johannesbourg (Afrique du Sud). Son activité principale est la vérification des informations diffusées, en Afrique, dans les débats publics et les médias. Cette ONG est le premier organisme indépendant de vérification des faits du continent africain. Ses travaux sont publiés sur un site web bilingue anglais-français : africacheck.org.

## Histoire
L'association à but non lucratif Africa Check est fondée l'année 2012, à l'université du Witwatersrand, située  dans la ville de Johannesbourg, en Afrique du Sud,. Le 31 octobre 2012, son fondateur, un responsable de l'antenne nigérienne de l'agence France-Presse (AFP), inaugure le site web de l'ONG : africacheck.org, à l'occasion d'une conférence portant sur le journalisme d'investigation. Ce site, qui est le principal outil de diffusion des travaux de l'ONG, s'inspire de plateformes internet créées en Europe et aux États-Unis, telles que Politifact, lauréat du prix Pulitzer 2009.
En 2014, en partenariat avec la fondation AFP, Africa Check crée le prix africain de vérification des faits,. Au mois de décembre de la même année, l'ONG annonce que son site web a atteint le million de visiteurs.
À la fin de 2018, Africa Check entame, aux côtés de l'AFP, un partenariat avec l'entreprise américaine Facebook. L'association participe à la vérification des informations signalées comme potentielles infox sur Facebook, le service de réseautage social de ce géant du web,.
Au printemps 2019, Africa Check compte 29 journalistes, répartis dans quatre pays du continent africain. Sa dotation financière se monte à plus d'un million de dollars.

## Fonctionnement
Africa Check emploie des journalistes chargés de vérifier les informations diffusées dans les débats publics et les médias. En 2018, ses rédactions couvrent l'Afrique du Sud, le Kenya, le Nigéria et le Sénégal. Des reporteurs locaux permettent à l'association de récolter des informations dans d'autres pays tels que la Namibie, l'Eswatini, la Zambie et le Zimbabwe.
Sur le site web d'Africa Check, un formulaire permet à n'importe quel internaute de soumettre une information à vérifier aux rédactions de l'association. Les journalistes de celles-ci s'efforcent de confirmer ou démentir l'information en remontant à sa source.

## Version francophone
Ciblant uniquement une audience anglophone, à ses débuts, Africa Check met en ligne une version francophone de son site web en novembre 2015. La rédaction francophone d'Africa Check est installée dans une école de journalisme, à Dakar, capitale du Sénégal,.
En avril 2017, Africa Check reçoit le deuxième prix francophone de l’innovation dans les médias, décerné conjointement par l'Organisation internationale de la francophonie, Reporters sans frontières et RFI,.

## Financement
En 2012, pour la création de l'association Africa Check, des fonds sont fournis par l'International Press Institute, une organisation internationale qui a pour vocation de promouvoir et protéger la liberté de la presse et de veiller à l'amélioration des pratiques journalistiques. Par la suite, Africa Check obtient un soutien financier de la fondation AFP, la Shuttleworth Foundation et la fondation Bill-et-Melinda-Gates,. Son partenariat avec Facebook, lui apporte, à partir du deuxième trimestre 2019, une source nouvelle de financement. Mi-mai 2019, en devenant l'une des quatre organisations lauréates du Google AI Impact Challenge, l'ONG africaine s'assure une contribution financière d'un demi-million de dollars d'un autre géant du web : Google. Celle-ci permettra notamment le développement d'outils d'automatisation de la vérification d'informations, en exploitant les avancées réalisées par la firme américaine dans le domaine de l'intelligence artificielle,.

## Actions notables
L'année 2014, lorsque le virus Ebola se propage en Afrique de l'Ouest, Africa Check mobilise ses équipes pour contrer les rumeurs et les infox circulant à propos du virus, notamment l'existence d'un traitement. Ses vérifications sont alors relayées par des médias locaux, au Nigéria et en Afrique du Sud, en particulier.
Depuis 2014, Africa Check co-organise le Sommet Africa Facts,un rendez-vous annuel dédié au fact-checking et à la lutte contre la désinformation sur le continent africain.
En 2017, après la publication de vérifications effectuées par Africa Check, l'Organisation mondiale de la santé corrige une page web de son site internet, sur laquelle il était affirmé que 50 % des naissances en Afrique subsaharienne survenaient pendant l’adolescence. Une estimation plus réaliste correspond à 11 %.
Les 9 et 10 octobre 2024, le sommet Africa Facts s'est tenu à Accra au Ghana. Co-organisé avec Round Check, Tunifact, Fakt, Le Soleil, Balobaki, ou encore 237 Check,,